# Forță de muncă
Forța de muncă este o muncă a gestionării resurselor economiei, ocuparea forței de muncă sau șomeri. Se folosește în general pentru a-i descrie pe cei care lucrează pentru o singură companie sau industrie, dar se poate aplica și unei regiuni geografice, cum ar fi un oraș, stat sau țară. În cadrul unei companii, valoarea acesteia poate fi dată de „Forța de muncă la locul său”. Forța de muncă a unei țări include atât angajații, cât și șomerii(forța de muncă).

## Munca formală sau informală
Munca formală este orice fel de angajare structurată și plătită într-un mod formal.Spre deosebire de sectorul informal al economiei, munca formală dintr-o țară contribuie la produsul național brut al țării respective. Munca informală este munca care nu este un acord formal în lege sau în practică. Poate fi plătit sau neplătit și este întotdeauna nestructurat și nereglementat. Angajarea formală este mai fiabilă decât cea informală. În general, primul produce venituri mai mari și beneficii și titluri mai mari atât pentru bărbați, cât și pentru femei.

## Despre forța de muncă în România
În ansamblul factorilor de producție, unul dintre cele mai importante elemente îl reprezintă forța de muncă. De aceea, modul de concepere a organizării diverselor activități ar trebui să aibă în vedere(împreună cu alte elemente), problema ocupării, a utilizării mâinii de lucru, ea fiind încadrată ca o dimensiune specifică dezvoltării.
Importanța acestei noțiuni ar putea fi motivată tocmai prin raportarea la termenul contrar, adică cel de neocupare, dat fiind faptul că dacă nu se utilizează forța de muncă, înseamnă nu atât un element în plus pentru raportări statistice, cât mai ales costuri sociale suplimentare.
Indiferent de economie, se calculează gradul de ocupare al forței de muncă, prin raportarea populației ocupate/populația aptă de muncă x 100.
Gradul de ocupare al forței de muncă într-o economie, alături de nivelul subocupării și cel al șomajului, țin seama de o serie de împrejurări. Unele dintre acestea sunt următoarele:
- Economia este determinată de un sistem propriu de organizare, economie care la un moment dat dispune de un număr limitat de locuri de muncă, fiind vorba de fapt, de conceptul de cere de muncă, necorelat cu oferta existentă în domeniu.
- Societatea a fost și va mai rămâne, probabil, stratificată. De aici decurge o chestiune controversată: dacă veniturile sunt eterogene, care evient, influenteaza negativ gradul de ocupare al forței de muncă.
- Piața forței de muncă presupune anumite premise care, în cazul în care nu sunt respectate, pot provoca multiple disfuncționalități în întreaga activitate economică: informația să fie transparentă (acces la lucru, diverse condiții de angajare, oportunități), mobilitatea forței de muncă, raționalitatea.
- Există și anumiți factori care pot determina în mod direct, deși nu mereu proporțional, mărimea șomajului, și anume: nivelul cultural, progresul tehnic, creșterea populației, sistemul de învățământ.

Ca urmare a tuturor acestor considerente, datorită incapacității de a fi folosit întregul fond disponibil de mână de lucru, putem vorbi de noțiunea de inutilizare sau cea de neutilizare a forței de muncă. De aceea își face simțită prezența și fenomenul de ocupare incompletă (subocupare), care este caracteristic situațiilor în care oferta depășeste cererea pieței. Avem de-a face deci, în asemenea cazuri, cu termenul de șomaj.